# Hôtel Arents-Van der Plancke
L'hôtel Arents-Van der Plancke est un hôtel particulier situé à Bruges.

## Localisation
L'hôtel particulier est situé au Nieuwe Gentweg 53 à Bruges.

## Historique
L'hôtel est construit vers 1777 pour la famille Arents-Van der Plancke (nl). 
La famille Coppieters en est propriétaire de 1812 à 1870.